# Marco Pantani
Marco Pantani (ur. 13 stycznia 1970 w Cesenie, zm. 14 lutego 2004 w Rimini) – włoski kolarz szosowy.
Był specjalistą jazdy w górach. Wśród jego sukcesów można wymienić jednoczesne zwycięstwo w Tour de France i Giro d’Italia w tym samym roku (1998), wygrane etapy w tych wyścigach także w innych latach oraz brązowy medal mistrzostw świata. Jego kariera załamała się w 1999, kiedy to został wykluczony na dzień przed końcem kolejnego Giro, którego był zdecydowanym liderem, z podejrzeniem stosowania dopingu.

## Początki
Pantani uchodził za specjalistę od wyścigów etapowych jeszcze gdy był amatorem. Już w 1990 roku zajął trzecie miejsce w tzw. Baby Giro, czyli wyścigu Dookoła Włoch dla kolarzy do lat 26 bez kontraktów profesjonalnych. Przegrał wówczas tylko ze swymi rodakami i późniejszymi rywalami z zawodowego peletonu: Wladimirem Belli i Ivanem Gottim.
Rok później Pantani zdobył drugą lokatę w tej samej imprezie, a lepszy od niego okazał się tym razem inny z przyszłych włoskich asów Francesco Casagrande. Kolarz z nadmorskiego regionu Emilia-Romania czynił jednak stałe postępy i w sezonie 1992 nie miał już sobie równych na trasie małego Giro. Jeszcze we wrześniu tego samego roku dołączył do grona zawodowców.
Pierwsze lata swej kariery zawodowej (do roku 1996 włącznie) spędził w reklamującej dżinsy ekipie Carrera. Liderem tej formacji był słynny „Diabeł”, czyli Claudio Chiappucci (drugi kolarz Tour de France 1990 i 1992 oraz Giro d’Italia 1991–1992). Podczas pierwszych kilkunastu miesięcy wśród profesjonalistów Pantani zaliczył w zasadzie tylko piąte miejsce w górskiej etapówce Giro del Trentino. Rok później, w tym samym kwietniowym wyścigu, zajął czwarte miejsce, podobnie jak w dwóch rozegranych w pierwszej połowie maja jednodniówkach: GP Industria e Artigianato oraz Giro di Toscana.

## Pierwsze starty wGiro d’ItaliaiTourze
Pantani stał się gwiazdą kolarstwa szosowego podczas Giro d’Italia w 1994 r. Pod koniec drugiego tygodnia wyścigu, 4 i 5 czerwca, zwyciężył w obu weekendowych etapach rozgrywanych w Dolomitach. Najpierw w sobotę z przewagą 40 sekund nad niewielkim peletonikiem samych asów samotnie dotarł do Merano. Dzień później pokonał wszystkich rywali na trasie etapu, który wiódł m.in. przez skrajnie trudną przełęcz Mortirolo (wł.) do miejscowości Aprica. Na odcinku tym uzyskał 2 minuty 52 sek. przewagi nad drugim kolarzem, swym kolegą Claudio Chiappuccim, 3 minuty 30 sek. nad obrońcą tytułu – Baskiem Miguelem Indurainem oraz 4 minuty 6 sek. nad liderem, Rosjaninem Jewgienijem Bierzinem. Ostatecznie nie wygrał tego wyścigu, przegrywając etap czasowy z Bierzinem, ale pokonał wówczas wielu bardziej utytułowanych od niego zawodników, np. Induraina.
Miesiąc później zadebiutował w Tour de France. Zanim peleton dojechał do Pirenejów, na etapie jedenastym Pantani stracił już 15 min. 19 sek. do prowadzącego Induraina. Później atakował na każdym z górskich odcinków, mimo to żadnego z nich nie wygrał, bo na długo przed nim podobne próby podejmowali inni kolarze. Zajął trzecie miejsce w Hautacam – na górze położonej obok sanktuarium Lourdes – (etap 11), drugie w Luz Ardiden (etap 12), trzecie w Val Thorens (etap 17) i jeszcze jedno drugie na górskiej czasówce z Cluses do Avoriaz (etap 19). W sumie do Induraina, świętującego swój czwarty z rzędu triumf w Tourze, odrobił w drugiej części zmagań aż osiem minut. W klasyfikacji generalnej tego wyścigu zajął trzecią pozycję, przegrywając jeszcze z Łotyszem Piotrem Ugriumowem. Przezwany „Piratem”, ze względu na niebezpieczny styl zjeżdżania oraz zakładanie bandany i kolczyka, Pantani wygrał klasyfikację młodzieżową Tour de France, prowadzoną dla kolarzy do lat 25. Ten sam sukces, pomimo ogólnie słabszego występu, powtórzył jeszcze w 1995 roku, lecz owym czasie za zwycięstwo to nie przyznawano jeszcze białej koszulki.

## Pechowy rok 1995
Rok 1995 był dla Pantaniego pechowy – w samej końcówce sezonu góral z Carrery wręcz otarł się o śmierć. Przygotowania do startu w Giro d’Italia, w trakcie których pod koniec kwietnia zajął piąte miejsce w jednodniówce Giro dell’Appennino, przerwał pierwszomajowy wypadek na treningu. Odniesiona w jego wyniku kontuzja była na tyle uciążliwa, iż wyłączyła Pantaniego ze startu w wyścigu Dookoła Włoch, który został w owym sezonie zdominowany przez Szwajcara Tony’ego Romingera.
Na szosę Pantani wrócił w połowie czerwca podczas Tour de Suisse i zdołał nawet wygrać przedostatni etap tego wyścigu. Na górze Flumserberg drugi był wówczas Zenon Jaskuła.
Pantani nie miał dość czasu by przygotować wysoką i stabilną formę na Tour de France. Tym razem wygrał dwa górskie etapy, tzn. dziesiąty w Alpach do L’Alpe d’Huez i czternasty w Pirenejach do Guzet Neige. Dwa dni później podczas piętnastego odcinka z Saint-Girons do Cauterets przeżywał wyraźny kryzys i stracił aż 13 minut 21 sek. do zwycięzcy etapu, Francuza Richarda Virenque’a oraz 10 minut 47 sec. do lidera – Miguela Induraina. Ostatecznie, w swym drugim starcie w „Wielkiej Pętli” zajął dopiero trzynastą lokatę.
Start we wrześniowej Vuelta a España, z której się wycofał przed siedemnastym etapem, był dla niego tylko przetarciem przed Mistrzostwami Świata w Kolarstwie Szosowym 1995 na stworzonej dla górali trasie w kolumbijskiej Duitamie. Za oceanem wywalczył brązowy medal ulegając tylko dwójce hiszpańskich Basków: Abrahamowi Olano i Indurainowi.
Tuż po powrocie do Europy zderzył się na zjeździe w końcówce semi-klasyku Mediolan-Turyn z samochodem jadącym wbrew zakazowi pod prąd ruchu kolarzy. Z szeregu obrażeń najpoważniejszym było bardzo skomplikowane złamanie lewej nogi. Rehabilitacja trwała ponad rok, przez co Pantani nie powrócił już do poważnego ścigania w barwach Carrery. Ta zasłużona dla zawodowego kolarstwa grupa wycofała się ze sponsoringu z końcem sezonu 1996, a dochodzący do zdrowia „Pirat” we wrześniu owego roku zdołał się jeszcze pojawić się w jej barwach na starcie 53. Tour de Pologne, lecz sił starczyło mu tylko na niespełna dwa dni rywalizacji.

## Przejście do Mercatone Uno

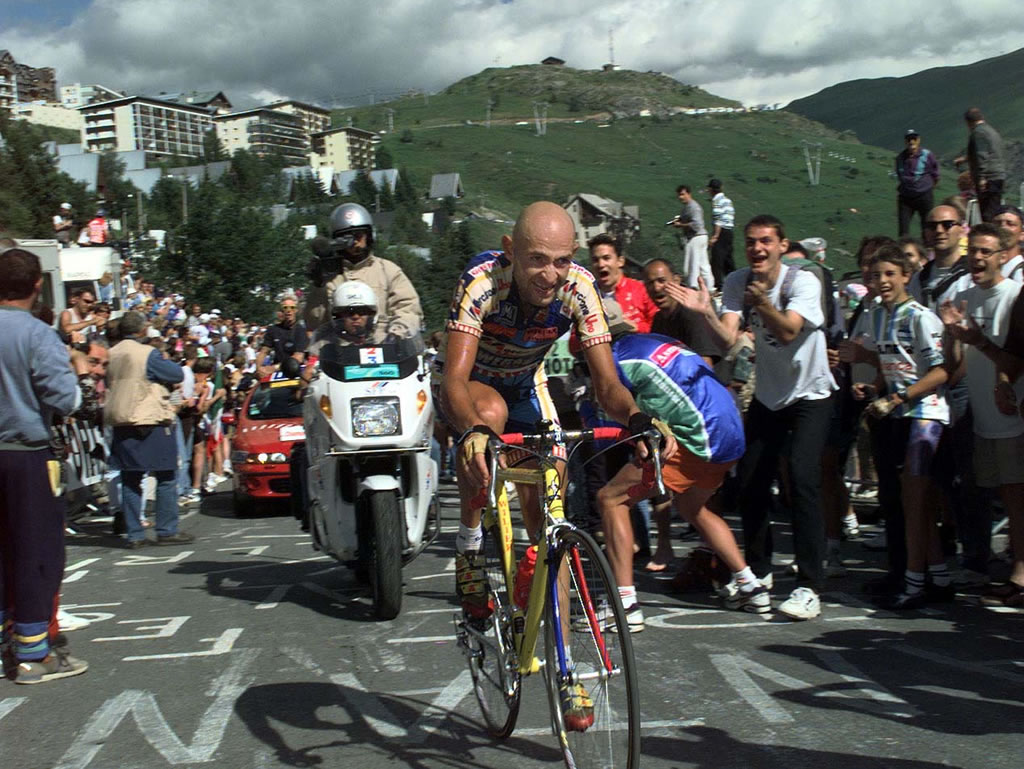
Marco Pantani na podjeździe pod Alpe d’Huez 1997

Po rozwiązaniu Carrery zdrowy już Pantani znalazł pracę w ekipie Mercatone Uno, której menedżerem był w owym czasie wiekowy, lecz bardzo szanowany przez kolarzy Luciano Pezzi, zaś dyrektorem sportowym Giuseppe Martinelli, w poprzednim sezonie najważniejszy z dyrektorów Saeco.
W nowych barwach pokazał się z dobrej strony już pod koniec marca, kiedy to w ciągu jednego tygodnia zajął miejsca w czołówkach dwóch wyścigów etapowych: dziesiąte w Setmana Catalana i czwarte we francuskim (weekendowym) Criterium International. W kwietniu ukończył na trzeciej pozycji prestiżowy wyścig Vuelta al Pais Vasco, a niedługo potem finiszował też w czołówkach obu ardeńskich klasyków, zdobywając piąte miejsce w La Fleche Wallonne i ósme w Liège-Bastogne-Liège.
Giro d’Italia rozpoczął w dobrym stylu, zajmując trzecią lokatę podczas pierwszego górskiego odcinka z metą na górze Terminillo. Niestety, trzy dni później potłukł się mocno podczas etapu do Cava dei Tirreni w kraksie, którą sprowokował zabłąkany czarny kot. Następnego dnia nie przystąpił do dalszego ścigania, a sam wyścig wygrał Ivan Gotti przed Rosjaninem Pawłem Tonkowem.
Na szczęście, w przeciwieństwie do roku 1995 tym razem zdołał przygotować nie tylko wysoką, ale i bardziej stabilną formę na Tour de France. Podczas „Wielkiej Pętli” w Pirenejach zajął trzecie miejsce w Loudenville, za kolarzami Festiny: Laurentem Brochardem i Richardem Virenque oraz drugie w Andorze na górze Arcalis, za Niemcem Janem Ullrichem. Po czasówce wokół Saint-Étienne – a więc jeszcze przed Alpami – było już niemal pewne, że generalnym triumfatorem tego wyścigu zostanie młody „Kaiser” z Rostocku, czyli Jan Ullrich. Pantani w Alpy wjechał na piątym miejscu, lecz dzięki zwycięstwom na etapach trzynastym i piętnastym, tj. do L’Alpe d’Huez i Morzine, a także kryzysowi obrońcy tytułu Duńczyka Bjarne Riisa, na etapie szesnastym do szwajcarskiego Fryburga zdołał awansować na podium. Podobnie jak trzy lata wcześniej ukończył Tour de France na trzeciej pozycji, bowiem lepsi od niego okazali się Ullrich i Virenque.

## Najlepszy sezon '98

### Giro d’Italia '98
Pantani zaczął sezon 1998 od trzeciego miejsca i zwycięstwa etapowego w hiszpańskiej Vuelta a Murcia oraz czwartej lokaty w Giro del Trentino, stanowiącej dla niego poważne przetarcie przed wielkim Giro d’Italia.
W wyścigu Dookoła Włoch najpierw przez ponad dwa tygodnie toczył zaciętą walkę z Pawłem Tonkowem i Szwajcarem Alexem Zülle. W tym czasie wygrał etap czternasty do stacji Piancavallo i był drugi na odcinku jedenastym do San Marino, za Andrea Noe'm. Prowadzenie w wyścigu objął po etapie siedemnastym, prowadzącym przez słynne przełęcze: Fedaia-Marmolada i Pordoi do miejscowości Selva Val di Gardena. Ukończył go na drugiej pozycji, za współtowarzyszem ucieczki Giuseppe Guerinim, a dzień później dał się ubiec Tonkowowi na finiszu w Alpe di Pampeago.
Z walki o najwyższą stawkę wypadł Zülle, lecz Tonkow do końca się nie poddawał. Na ostatnim górskim etapie, dziewiętnastym do Plan di Montecampione, Pantani zaatakował już u podnóża blisko 20-kilometrowego finałowego podjazdu. Tylko Tonkow wytrzymał ten atak i kilka kolejnych, lecz musiał się ostatecznie poddać na 2,5 kilometra przed metą. Pantani zdołał nad nim nadrobić 57 sekund (trzeci Guerini stracił aż 3:16) i powiększył swą przewagę nad „Kozakiem” do minuty i 28 sek.
Dwa dni później na rozegranym we „włoskiej” Szwajcarii przedostatnim etapie, czasówce z Mendrisio do Lugano, nie tylko nie dał sobie odebrać uzyskanej wcześniej przewagi, ale zajął nawet trzecie miejsce i nadrobił nad Tonkowowem dalsze 5 sekund. Triumf w Mediolanie był podwójny, bowiem niejako przy okazji generalnego zwycięstwa Pantani wygrał także klasyfikację górską tego wyścigu, którą ów wybitny góral zazwyczaj na Giro czy TdF sobie odpuszczał.

### Tour de France '98
Pomiędzy metą Giro (7 czerwca) a startem Touru w Dublinie 11 lipca, tylko trenował, odpoczywając od startów. Burzliwą, z uwagi na aferę Festiny, „Wielką Pętlę” 1998 zaczął z niezwykle niskiego pułapu, tzn. z zaledwie 181 miejsca na 189 startujących w prologu. Na pierwszej, długiej 58-kilometrowej czasówce z Meyrignac l'Eglise do Correze zajął dopiero 33. pozycję, ze stratą 4 min. i 21 sek. do Ullricha.
Dopiero w Pirenejach zaczął szybko przesuwać się w górę generalnej tabeli. „Pirat” był drugi, za swym rodakiem Rodolfo Massim, na etapie dziesiątym do Luchon, po czym wygrał etap jedenasty do Plateau de Beille. Zanim peleton dotarł do Alp, na tydzień przed końcem ścigania, był czwarty w klasyfikacji generalnej, ze stratą 3 min. i 1 sek. do prowadzącego Ullricha.
Następnego wieczora, po rajdzie od Col du Galibier po metę w Les Deux Alpes, był już liderem wyścigu z przewagą 3 min. 53 s. nad Amerykaninem Bobbym Julichem. Bezlitośnie zmiażdżony podczas tego deszczowego dnia Ullrich chwilowo spadł aż na czwartą pozycję, „z bagażem” 5 minut 56 sek. do Włocha.
Dzień później, na etapie szesnastym do Albertville prowadzącym przez przełęcz Madeleine, dwaj wielcy rywale walczyli bark w bark do samej mety; w końcu, po zaciętym finiszu, wygrał Ullrich przed Pantanim. Ostatni z zaplanowanych górskich odcinków (do Aix-les-Bains) zneutralizowano na skutek protestu peletonu solidaryzującego się z przesłuchiwanymi do rana kolarzami holenderskiej ekipy TVM.
Przedostatniego dnia wyścigu, na 52-kilometrowej czasówce z Montceau-les-Mines do Le Creusot zajął trzecią lokatę, tracąc do zwycięskiego Niemca tylko 2 minuty 35 sek. Cały wyścig wygrał więc z przewagą 3 min. 21 sek. nad Ullrichem i 4 min. 8 sek. nad Julichem. Tym samym, jako pierwszy kolarz od czasu Miguela Induraina (w sezonie 1993), wygrał oba wielkie wyścigi: Giro d’Italia i Tour de France w jednym sezonie. Został pierwszym Włochem od czasu Felice Gimondiego (1965), który wygrał w Tour de France. Swoje zwycięstwo zadedykował w Paryżu swemu zmarłemu 26 czerwca w wieku 77 lat mentorowi Luciano Pezzi’emu.

## Giro 1999 i sprawa dopingu
Do sezonu 1999 Pantani przystąpił jako król wyścigów etapowych. Przełomowy rok w życiu Pantaniego zaczął się obiecująco już w marcu, od generalnego i etapowego zwycięstwa w Vuelta a Murcia oraz etapowego sukcesu w Setmana Catalana. W kwietniu zajął ósme miejsce w Vuelta al Pais Vasco i trzecie w Giro del Trentino.
Do Giro d’Italia przystąpił jako niemal pewny jego zwycięzca. Przez pierwsze trzynaście dni w Appeninach toczył zaciętą walkę z wszechstronnym Francuzem Laurentem Jalabertem. Pantani wygrał etap ósmy, z metą w paśmie górskim Gran Sasso d’Italia nieopodal miejscowości L’Aquila, i objął prowadzenie w wyścigu.
Dzień później zajął trzecie miejsce podczas pagórkowatej czasówki wokół Ankony, lecz ze zwycięskim Jalabertem przegrał o 55 sekund i stracił koszulkę lidera, choć obaj mieli ten sam czas łączny po dziewięciu dniach rywalizacji. Pierwszy dzień zmagań w Alpach, tzn. odcinek czternasty do Borgo San Dalmazzo prowadzący przez trudną przełęcz Fauniera, padł łupem specjalisty od zjazdów Paolo „Il Falcone” Savoldelliego, lecz Pantani był drugi i nad Jalabertem zyskał minutę i 41 sek.
Następny etap, z metą w sanktuarium Oropa, Pantani wygrał 21 sek. przed Jalabertem pomimo tego, iż u podnóża tego podjazdu stracił około pół minuty na skutek defektu tylnej przerzutki. Na etapie szesnastym, kończącym się niewielkim wzniesieniem w miejscowości Lumezzane, role się odwróciły, bowiem tym razem wygrał „Jaja” przed „Il Pirata”.
Podczas etapu osiemnastego, płaskiej czasówki wokół Treviso, Pantani zajął siódme miejsce, tracąc minutę 38 sek. do Ukraińca Serhija Honczara, minutę 21 sek. do drugiego Savoldelliego i 57 sek. do czwartego tego dnia Jalaberta. W Dolomity wjechał więc z przewagą 0:44 nad Savoldellim i 1:09 nad Jalabertem. Etapy: dziewiętnasty (do Alpe di Pampeago) i dwudziesty (do Madonna di Campiglio), wygrał bezdyskusyjnie, z przewagą 1:07 nad najbliższym z rywali.
W klasyfikacji generalnej przed przedostatnim odcinkiem do Aprica, miał już 5 minut 38 sek. zysku nad wiceliderem Savoldellim. Prowadził też w klasyfikacji punktowej i górskiej, więc miał szansę powtórzyć wynik Eddy Merckxa z Tour de France z roku 1969, czyli zdobyć wszystkie trzy najbardziej prestiżowe koszulki tego wyścigu.
Jednak 5 czerwca nad ranem, przeprowadzone wśród zawodników czołówki badania na poziom hematokrytu u Marco Panatniego wykazały 52%, były więc większe od dozwolonego poziomu 50%. Wynik ten oznaczał zawieszenie zawodowej licencji kolarza na dwa tygodnie ze „względów zdrowotnych” i w konsekwencji wykluczenie z już prawie wygranego wyścigu.
Wyścig wygrał ostatecznie Ivan Gotti przed Paolo Savoldellim i Gilberto Simonim. Jalabert był czwarty. Pantani zaszył się przed światem w swej posiadłości na dobry miesiąc. Nie pojawił się na starcie Tour de France, który wykreował nowego bohatera – Lance’a Armstronga, ani żadnego innego wyścigu do końca tego sezonu. Ponoć w tym ciężkim dla siebie okresie po raz pierwszy zaczął zażywać kokainę, która stała się później powodem jego śmierci.

## Powrót do ścigania

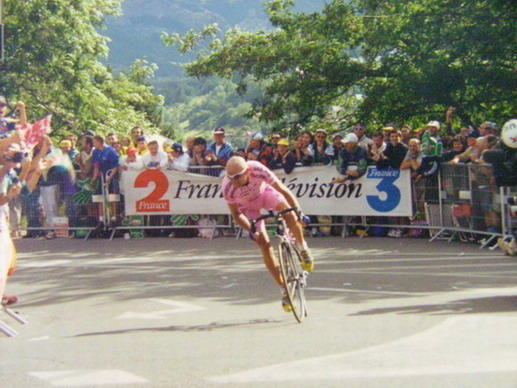
Marco Pantani na Tour de France 2000

W ostatniej chwili pojawił się w Rzymie na starcie milenijnego Giro d’Italia. Nie był do tej imprezy dobrze przygotowany (ukończył ją na 28 pozycji ze stratą 59:39), więc na trasie pomagał swemu młodszemu koledze Stefano Garzelliemu, który zdołał wygrać cały wyścig.
Przebłysk dawnej formy miał na etapie dziewiętnastym, do francuskiego Briançon, gdzie finiszował drugi wygrywając z liderem Francesco Casagrande i Garzellim. Podczas Touru przeżył klęskę w Pirenejach, na górze Hautacam, więc na półmetku wyścigu zajmował ledwie 25. miejsce.
Jednak w Alpach Pantani rzucił wyzwanie samemu Armstrongowi. Wygrał etap dwunasty, z metą na osławionej Mont Ventoux, choć wyglądało na to, że Amerykanin podarował Włochowi to zwycięstwo. Dwa dni później był trzeci w maratońskim etapie czternastym do Briançon, zaś odcinek piętnasty do Courchevel wygrał już samotnie, jak za najlepszych swych czasów.
Tydzień przed końcem był już szósty w klasyfikacji generalnej ze stratą tylko minuty 37 sek. do wicelidera Ullricha. Na ostatnim górskim etapie do Morzine zdecydował się na długą, samobójczą wręcz szarżę wymierzoną w Armstronga, z którym pokłócił się co do interpretacji wydarzeń na Mont Ventoux. Niestety przeliczył się z siłami i stracił blisko czternaście minut do najlepszych, po czym nie przystąpił już do siedemnastego etapu.
Na igrzyskach olimpijskich w Sydney zajął 69. miejsce.

## Schyłek formy i dalsze problemy z dopingiem
Po 2000 r. kariera Pantaniego była już w końcowym etapie. Pojawiał się na szosie dość rzadko, zwykle w ogonie peletonu otoczony wierną grupą pomocników z Mercatone Uno. Częściej słychać było o nim w kontekście związanych ze sprawami dopingowymi śledztw i procesów sądowych, a także brawurowych wyczynów za kierownicą samochodu.
W 2001 roku w Giro d’Italia jechał słabo i wycofał się przed startem do dziewiętnastego etapu, półtorej doby po wieczornym nalocie carabinieri na hotele kolarzy w San Remo. W tym samym roku został oczyszczony z zarzutów oszustwa sportowego w związku z podwyższonym poziomem hematokrytu (aż o 60,1%), jaki wykryto u niego w szpitalu po wspomnianym już bardzo groźnym wypadku z października 1995 roku.
Podczas Giro d’Italia 2002 Pantani wycofał się w Dolomitach na etapie szesnastym do Corvara alta Badia. Niedługo po tym wyścigu, tj. w czerwcu, został ukarany przez swą macierzystą federację 8-miesięczną dyskwalifikacją w związku z wykryciem w jego pokoju hotelowym podczas Giro 2001 strzykawek z insuliną. Miesiąc później Sportowy Sąd Arbitrażowy uchylił tę karę, lecz kolarz do prawdziwego ścigania i tak gotów był dopiero na wiosnę 2003 r.

## Ostatnie dni i śmierć

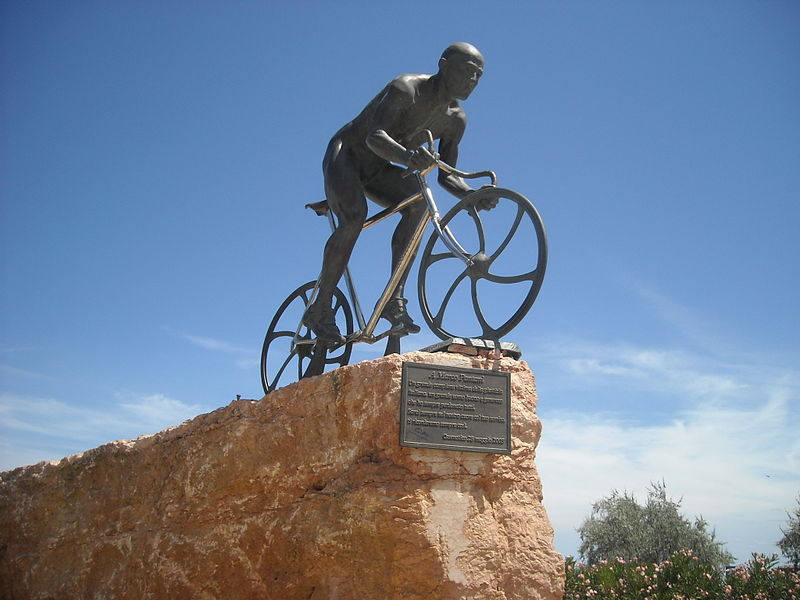
Pomnik Marco Pantaniego w Cesenatico

Wydawało się, że odnalazł w końcu choć skrawki dawnej formy. Po trzech latach ukończył Giro d’Italia, i to na bardzo przyzwoitym czternastym miejscu. Na etapie dwunastym, z metą pod mordercze Monte Zoncolan, był nawet piąty i gdyby nie upadek na zjeździe z Colle di Sempeyre na etapie osiemnastym do Chianale, mógłby ukończyć cały wyścig w pierwszej dziesiątce.
Niestety, było to za mało by zasłużyć sobie na start w jubileuszowym Tour de France, i wobec odmowy zaproszenia do Francji Marco stracił motywację do treningów. We wrześniu zniknął z pola widzenia szefów swej drużyny i został przez nich zawieszony w roli zawodnika Mercatone Uno. Zaczął uciekać przed bliskimi, wyjechał nawet na Kubę, zaś przez cały ten czas jego narkotykowe problemy narastały.
Wieczorem 14 lutego 2004 roku znaleziono go martwego w pokoju hotelowym w nadmorskim kurorcie Rimini, do którego zawitał kilka dni wcześniej. Cztery dni później w ostatniej drodze na cmentarz w rodzinnym Cesenatico towarzyszyło mu 20 tys. żałobników, wśród nich liczni koledzy i rywale z szosy, a nawet zawodnicy wcześniejszych epok (jak Luksemburczyk Charly Gaul i Francesco Moser) czy też innych dyscyplin (jak słynny alpejski narciarz Alberto Tomba). Po pierwszej sekcji zwłok uznano, że przyczyną śmierci był obrzęk mózgu i niewydolność mięśnia sercowego. Druga, bardziej wnikliwa analiza wykazała, że było to spowodowane przedawkowaniem kokainy zażywanej w połączeniu z lekami antydepresyjnymi.